# Rosa Rosae (película de 1993)
Rosa Rosae(o también conocida como Rosa rosae, como la declinación en latín) es una película española de comedia, estrenada en 1993, escrita y dirigida por Fernando Colomo y protagonizada por Ana Belén y María Barranco.
El título hace referencia a los nombres de las dos amigas protagonistas (Rosa) y a la declinación en latín de rosa (rosa rosae), que se podría traducir como "rosa de las rosas".

## Sinopsis
Rosa y Rosae son dos amigas del colegio que se reencuentran mucho tiempo después tras años sin haber mantenido ningún tipo de contacto. Rosa (Ana Belén) es una escritora primeriza, aburguesada e insatisfecha con su vida acomodada. Por su parte, Rosae (María Barranco) es una bohemia que practica el tarot y el misticismo. Su reencuentro casual provocará todo tipo de cambios en las vidas de las dos Rosas.

## Reparto
- Ana Belén - Rosa Cordón
- María Barranco - Rosae
- Juanjo Puigcorbé - Teo-Doro
- Rosa Novell - Graciela
- Christofer de Oni - Christofer
- María Luisa Ponte - Anciana
- Ana María Ventura - Virtudes
- Isabel Serrano - Violeta Muñoz
- Cristina Calzón - Tina
- Javier Cámara - Encargado reforma cocina
- Patricia Mendy - Secretaria editora
- Janfri Topera - Camarero del Retiro
- José Ángel Egido - Pintor 1º
- José María Sacristán - Pintor 2º
- Luis Fernando Alvés - Entrevistador
- Laura Hormigón - Chica Retiro 1ª
- Olivia Zurbano - Chica Retiro 2ª
- Rebecca Loos - Chica Retiro 3ª
- Patricia Villacañas - Señora turbante
- Agustín Maruri - Músico Retiro
- Michael Kevin Jones - Músico Retiro
- Susana Ródenas - Niña